# Al Saunders
Al Saunders (Londra, 1º febbraio 1947) è un ex giocatore di football americano e allenatore di football americano statunitense degli Oakland Raiders della National Football League (NFL). Al college giocò a football alla San Jose University.

## Carriera come allenatore
Saunders iniziò la sua carriera come allenatore nella NFL nel 1983 con i San Diego Chargers nel ruolo di allenatore dei wide receiver. Poi nella seconda metà della stagione 1986 divenne capo-allenatore. Concluse la sua esperienza nel 1988 con i Chargers con il record di 17 vinte e 22 perse.
Nel 1989 passò ai Kansas City Chiefs come allenatore dei wide receiver e assistente del capo-allenatore fino al 1998.
Nel 1999 firmò con i St. Louis Rams per il medesimo ruolo, nel 1999 vinse il Super Bowl. Con i Rams rimase fino al 2000.
Nel 2001 ritornò per la seconda volta coi Chiefs con il ruolo di coordinatore dell'attacco, fino al 2005.
Nel 2006 passò ai Washington Redskins come assistente del capo-allenatore, fino al 2007.
Nel 2008 ritornò per la seconda volta coi Rams come coordinatore dell'attacco.
Nel 2009 passò ai Baltimore Ravens come appoggio al coordinatore dell'attacco fino al 2010.
Il 20 gennaio 2011 firmò con gli Oakland Raiders come coordinatore dell'attacco con lui l'attacco nelle corse si classificò 7° in tutta la NFL. L'8 febbraio 2012 dopo aver concluso il suo contratto rifirmò con i Raiders per il ruolo di assistente senior dell'attacco. Il 17 gennaio 2014 rifirmò per un altro anno.

## Vita familiare
Al Saunders e sua moglie Karen hanno due figli Robert e Joseph e una figlia di nome Korrin.

## Record come capo-allenatore
| Squadra | Anno   | Stagione regolare | Stagione regolare | Stagione regolare | Stagione regolare | Stagione regolare         | Playoff | Playoff | Playoff   |
| Squadra | Anno   | Vinte             | Perse             | Pareggiate        | Posizione         | Risultato                 | Vinte   | Perse   | Risultato |
| ------- | ------ | ----------------- | ----------------- | ----------------- | ----------------- | ------------------------- | ------- | ------- | --------- |
| SD      | 1986   | 3                 | 5                 | 0                 | 5° AFC West       | Subentrato dopo 8 partite | -       | -       | -         |
| SD      | 1987   | 8                 | 7                 | 0                 | 3° AFC West       | no playoff                | -       | -       | -         |
| SD      | 1988   | 6                 | 10                | 0                 | 4° AFC West       | no playoff                | -       | -       | -         |
| Totale  | Totale | 17                | 22                | 0                 | -                 | -                         | -       | -       | -         |

## Vittorie e premi
- Super Bowl : 1

St. Louis Rams: Super Bowl XXXIV come allenatore.
- National Football Conference Championship: 1

St. Louis Rams: 1999